# The Temper Trap
The Temper Trap is een Australische rockband. De band heeft zijn oorsprong in Melbourne en is actief sinds 2005. De band staat bekend om hun sfeervolle geluid, bestaand uit gitaarwerk en pulserende ritmes. "Coldplay meets Vampire Weekend" is een veelgemaakte vergelijking die het debuutalbum verkreeg. Leadzanger Dougy Mandagi heeft in een interview gezegd dat hij meer geïntimideerd is door een kleine zaal dan een arena. "Misschien voel ik me meer open en kwetsbaarder". De band is wereldwijd gebonden aan Infectious Records, behalve in Australië en de Verenigde Staten. In Australië dragen ze het label van Liberation Music en in de Verenigde Staten het label van Glassnote Records.

## Geschiedenis
De muziekindustrie begon zich voor The Temper Trap te interesseren nadat de groep in oktober 2008 een uitverkocht optreden had gegeven op de Musexpo in Londen en in maart 2009 op het Amerikaanse festival South by Southwest. De BBC plaatste de band in de Sound of 2009, een toplijst van 15 opkomende artiesten.
De band voltooide in maart 2009 in Londen de opnamen voor hun debuutalbum Conditions, met muziekproducer Jim Abbiss, nadat het grootste gedeelte van het album eind 2008 al in vier weken in Melbourne was opgenomen. Mandagi verklaarde dat hij zich tijdens de opnamen voor Conditions het meest had laten beïnvloeden door Radiohead, Prince, Massive Attack en U2. Het album verscheen op 19 juni 2009 in Australië en kwam als negende binnen in de ARIA Charts. Op 10 augustus 2009 kwam het album uit in het Verenigd Koninkrijk.
De band verhuisde in mei 2009 naar Londen "om meer tijd door te brengen in Engeland en om te proberen hier een fanschare te krijgen", volgens leadgitarist Lorenzo Sillitto. In augustus 2009 speelde de band op het Reading/Leeds Festival. In september 2009 trad de band tijdens de eerste tournee in het Verenigd Koninkrijk op voor bijna uitverkochte zalen. De tournee begon op 17 september in Brighton en eindigde op 29 september. De Goldhawks traden op in het voorprogramma.
Eind november 2009 annuleerde de band uitverkochte optredens in Duitsland om terug te keren naar Australië en daar op te treden tijdens de ARIA Awards.
De band speelde ook tijdens de Big Day Out Shows in Australië en Nieuw-Zeeland begin 2010.
The Temper Trap speelde ook op Rockin Park in Nijmegen.

## Gebruik van muziek
Het nummer Science of Fear, met aanpassingen van DJ Shadow, staat op de soundtrack van FIFA 10 en Colin McRae: DiRT 2. Het nummer Sweet Disposition wordt gebruikt in de trailer voor de film (500) Days of Summer en staat ook op de officiële soundtrack van de film, de Australische hitserie Underbelly: A Tale of Two Cities, een aflevering van Skins UK en de seizoensfinale van Greek. Het nummer komt ook voor in een reclameboodschap voor Sky Sports football, met Jose Mourinho voor Sky Sports HD in de Verenigd Koninkrijk, in de aflevering Unmasked van de televisieserie 90210. Het nummer Fader is gebruikt in een aflevering van de televisieserie The Vampire Diaries. Daarnaast was het nummer Sweet Disposition ook te horen als achtergrondmuziek in een promotiespotje voor de Canvascollectie. Het nummer Love Lost is te horen in de reclame van L'Oreal Paris.

## Bezetting
- Dougy Mandagi - zanger
- Lorenzo Silitto - gitarist
- Jonathon Aherne - bassist
- Toby Dundas - drummer

## Discografie

### Albums
| Album met eventuele hitnotering(en) in de Nederlandse Album Top 100 | Datum van verschijnen | Datum van binnenkomst | Hoogste positie | Aantal weken | Opmerkingen |
| ------------------------------------------------------------------- | --------------------- | --------------------- | --------------- | ------------ | ----------- |
| The Temper Trap EP                                                  | 18-11-2006            | -                     |                 |              | ep          |
| Conditions                                                          | 07-08-2009            | 29-08-2009            | 63              | 5            |             |
| The Temper Trap                                                     | 18-05-2012            | 26-05-2012            | 50              | 1            |             |
| Thick As Thieves                                                    | 2016                  | 18-06-2016            | 76              | 1            |             |

| Album met hitnotering(en) in de Vlaamse Ultratop 200 albums | Datum van verschijnen | Datum van binnenkomst | Hoogste positie | Aantal weken | Opmerkingen |
| ----------------------------------------------------------- | --------------------- | --------------------- | --------------- | ------------ | ----------- |
| Conditions                                                  | 2009                  | 22-08-2009            | 66              | 8            |             |
| The Temper Trap                                             | 2012                  | 02-06-2012            | 71              | 7            |             |
| Thick As Thieves                                            | 2016                  | 18-06-2016            | 186             | 2            |             |

### Singles
| Single met eventuele hitnotering(en) in de Nederlandse Top 40 | Datum van verschijnen | Datum van binnenkomst | Hoogste positie | Aantal weken | Opmerkingen                 |
| ------------------------------------------------------------- | --------------------- | --------------------- | --------------- | ------------ | --------------------------- |
| Sweet disposition                                             | 06-07-2009            | 05-12-2009            | 32              | 3            | Nr. 54 in de Single Top 100 |

| Single met hitnotering(en) in de Vlaamse Ultratop 50 | Datum van verschijnen | Datum van binnenkomst | Hoogste positie | Aantal weken | Opmerkingen |
| ---------------------------------------------------- | --------------------- | --------------------- | --------------- | ------------ | ----------- |
| Sweet disposition                                    | 2009                  | 26-12-2009            | 6               | 11           |             |

### NPO Radio 2 Top 2000
| Nummer met noteringen in de NPO Radio 2 Top 2000 | '15  | '16  | '17  | '18  | '19  | '20  | '21  | '22  | '23  | '24  |
| ------------------------------------------------ | ---- | ---- | ---- | ---- | ---- | ---- | ---- | ---- | ---- | ---- |
| Sweet Disposition                                | 1494 | 1627 | 1524 | 1921 | 1798 | 1760 | 1771 | 1548 | 1528 | 1315 |

1. ↑  Een vetgedrukt getal geeft de hoogste notering aan.
2. ↑  2015 was het eerste jaar met een notering voor dit nummer.